# 森永友基
森永 友基（もりなが ともき、1989年6月16日 - ）は、日本の俳優。東京都出身。劇団俳優座所属。

## 人物
- 東京都立西高等学校　卒業
- 劇団俳優座第22期生
- 劇団俳優座　2010年　入団
- 趣味・特技　バドミントン/空手/ピアノ
- 正真正銘の天パ

## 出演作品

### 俳優座公演
- 2011 年「ある馬の物語」(あうるすぽっと)演出:眞鍋卓嗣
- 2012 年 俳優座研究所公演「ザ・ダイニング・ルーム」
- 2012 年 俳優座研究所公演「雲の涯」「チロルの秋」
- 2013 年 俳優座研究所公演「十二夜」
- 2014 年 朗読「戦争と は...」
- 2015 年 1 月「桜の園」(俳優座劇場)
- 2015 年 2 月「表に出ろいっ」演出:村雲龍一
- 2015 年「詩人かたぎ」 演出:下野武彦
- 2018 年 11 月「われらの星の時間」(俳優座劇場)作:鈴木聡、演出:佐藤徹也

### 外部公演
- 2013 年 11月 NAT 第 20 回 BeSeTo 演劇祭参加作品「阿Q外傳」(こまばアゴラ劇場)
- 2014 年  2月 劇団 ROGO「銀河鉄道の夜」(シアターグリーン BOX in BOX THEATER)
- 2014 年  5月 劇団 ROGO「銀河鉄道の夜」(地方)
- 2014 年 10月 劇団アメリカンコミックシアター「デッド・オア・アライブ・オア・アルバイト」(ワーサルシアター)
- 2014 年 12月 Piller Of F i r e 「 ス ク ル ー ジ 」( 下 北 沢 亭 )
- 2015 年  4月 角 角 ス ト ロ ガ の フ 「 エ イ プ リ ル 」( 吉 祥 寺 シ ア タ ー )
- 2015 年  5月 M I C O S H I COMPLEX「覆面」(楽園)
- 2016 年 明治座「FUJIYAMA~日本武尊剣勇功~」(相模の軍勢)
- 2016 年 ゴーナナズ「砂漠 の一室」(劇場 MOMO)
- 2016 年「子午線の祀り」( シアタートラム)演出:野村萬斎
- 2017 年「子午線の祀り」(世田谷 パブリックシアター)演出:野村萬斎
- 2017 年 12月「ヘラクレスの選択」(テレピアホール)演出:佐藤徹也
- 2018 年  6月平清盛生誕九百年記念公演「第二十九回平家物語の夕べ」(国立能楽堂)
- 2018 年  9月ラズカルズ「ギャングス ターと巨大毒なしサソリ」(サンモールスタジオ)作・演出:佐藤宙輝
- 2018 年 12月、2019 年 1 月「森は生きている」 (紀伊國屋サザンシアター、他)
- 2024年 11月「メイジー・ダガンの遺骸」（新宿シアタートップス）演出:寺十吾[1]
- 2025年 2月「ポルノグラフィ PORNOGRAPHY / レイジ RAGE」（シアタートラム）[2]

### ドラマ
- 2014 年/TX/水曜ミステリー9「公訴取り消し」主演:寺脇康文
- 2013 年/丸善出版「終わりのない生命の物語」（ＤＶＤドラマ）

### 吹き替え
- オン・ザ・カム・アップ（2022年）
- NCIS: ハワイ（2022年） - カイ・ホルマン 役〈アレックス・タラント〉[3]
- ストレンジ・ワールド/もうひとつの世界（2022年） - カーデス 役[4]
- つよいぞ！のりものモンスター(2024年、Netflix)

### CM
- 2016 年/花王「めぐリズム」
- 2016 年「クラッシュロワイヤル-野球篇-」
- 2017 年「iPhone 7」(ナレーション)

### 動画
- 2011 年東日本大震災被災青年支援奨学金基金プロモーションビデオ「OKIKOBO」